# Vaneeckeia iriomotensis
Vaneeckeia iriomotensis är en fjärilsart som beskrevs av Kentaro Nakatomi 1980. Vaneeckeia iriomotensis ingår i släktet Vaneeckeia och familjen tandspinnare. Inga underarter finns listade i Catalogue of Life.